# Ruzhou
Ruzhou (汝州市S, RǔzhōuP) è una città-contea della Cina, situata nella provincia di Henan e amministrata dalla prefettura di Pingdingshan.